# 권완규
권완규(1991년 11월 20일 ~ )는 대한민국의 축구 선수이며 포지션은 수비수이다. 현재 수원 삼성 블루윙즈에서 뛰고 있다.

## 클럽 경력
2014년 드래프트를 통해 1순위로 경남 FC에 입단하였다. 데뷔 시즌 초반 주전으로 활약하였으나 부상으로 4월부터 약 5개월간 결장하였다.
2015년 인천 유나이티드 FC로 이적하였으며, 2년간 55경기에 나서며 꾸준히 활약하였다.
2017년 포항 스틸러스로 이적하여 주전 풀백으로 나서, 32경기 3도움을 기록하였다.
2018년 5월 28일 김천 상무 FC에 입대했다. 2021 시즌을 앞두고 전역하여 포항에 복귀하여 팀의 ACL 준우승에 일조하였다.
2022시즌을 앞두고 FA자격을 얻은 권완규는 포항을 떠나 성남 FC로 이적하였다.
2023년시즌을 앞두고 FC 서울로 이적하였다.